# Jerzy Beill

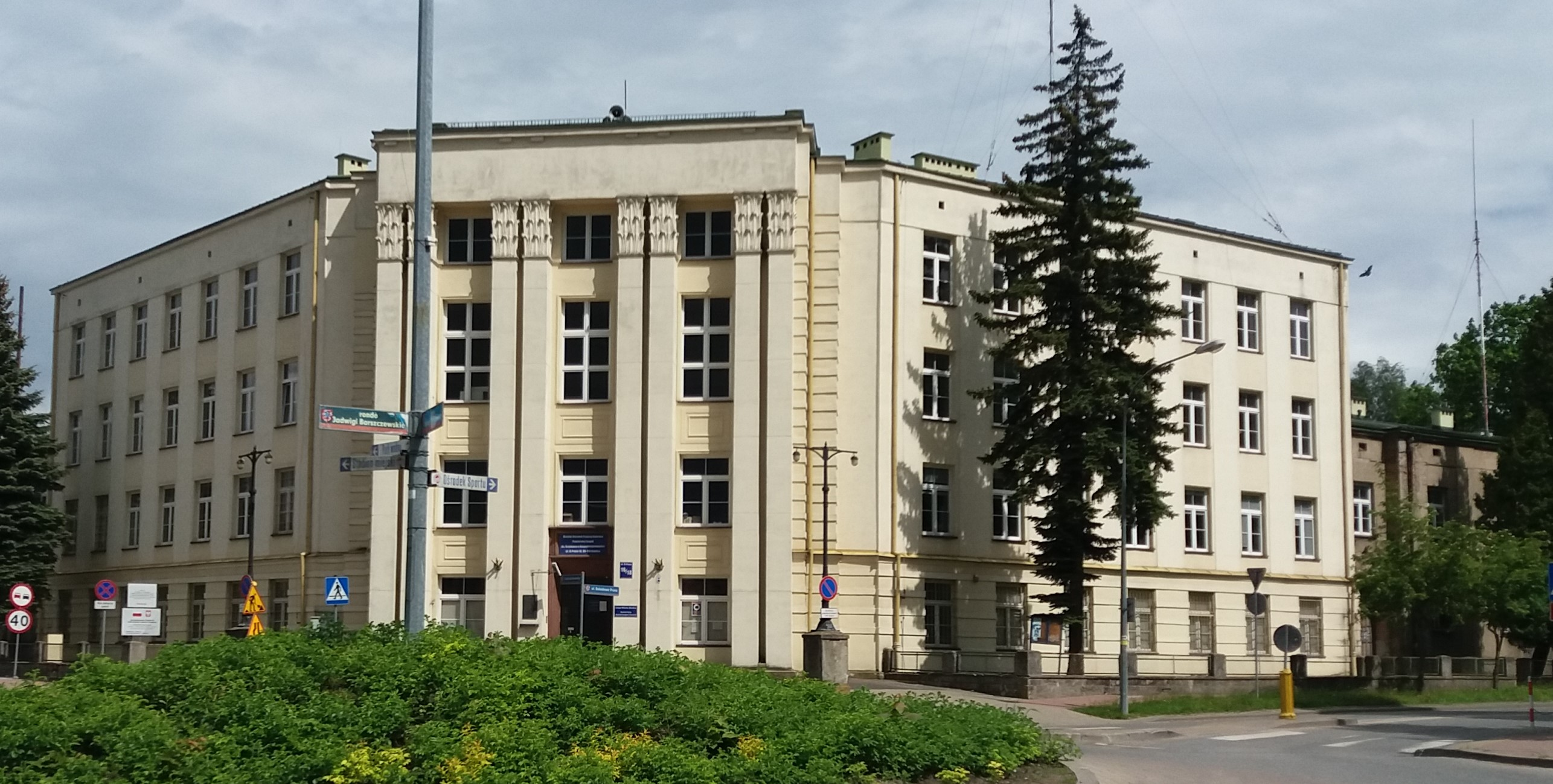
Budynek dawnej Regionalnej Dyrekcji Lasów Państwowych w Siedlcach, fot. 2021

Jerzy Józef Ryszard William Beill (ur. 18 czerwca 1885 w Warszawie, zm. 14 listopada 1976 tamże) – polski architekt, urbanista, nauczyciel i urzędnik państwowy.

## Życiorys
Urodził się w rodzinie Antoniego (1847–1894) – architekta i Zofii z d. Wildt.
Był absolwentem szkoły średniej Rontalera w Warszawie. Kontynuował naukę na Wydziale Budownictwa Lądowego Politechniki Gdańskiej, uzyskując dyplom inż architekta w 1912. Następnie do 1913 był asystentem na Wydziale Architektury Politechniki w Karlsruhe. W latach 1913–1914 zajmował posadę projektanta w pracowni Władysława Marconiego.
Po wybuchu I wojny światowej wojny został zesłany do Astrachania, gdzie objął stanowisko architekta miejskiego, a później nauczyciela w miejscowej szkole techniczno-budowlanej. Działał także w tamtejszym Kole Polskim.
Powróciwszy do Polski, w 1919 przyjął posadę urzędnika w Departamencie Budowlanym Ministerstwa Robót Publicznych. W 1920 walczył jako ochotnik w szeregach Wojska Polskiego w wojnie polsko-bolszewickiej. Był przydzielony do oddziału artylerii. Później, bo od 1934 pracował na stanowisku radcy w Ministerstwie Spraw Wewnętrznych.
We wcześniejszym okresie należał do grupy założycielskiej Polskiej Korporacji Akademickiej Związku Akademików Gdańskich „Wisła”. W 1926 wstąpił do Oddziału Warszawskiego Stowarzyszena Architektów Polskich (SAP) – późniejszego Stowarzyszenia Architektów Rzeczypospolitej Polskiej (SARP). Natomiast od 1923 należał do Towarzystwa Urbanistów Polskich (TUP), które w 1963 nagrodziło go przyznaniem tytułu „Członka honorowego”. Ponadto w latach 1921–1932 współpracował z czasopismami „Architektura” oraz „Architektura i Budownictwo”, którego był współzałożycielem. Od 1928 wchodził także w skład komisji egzaminacyjnej przyznającej uprawnienia budowlane.
Po II wojnie światowej pełnił funkcję naczelnika wydziału projektowania w ministerstwach – Odbudowy oraz Budownictwa Miast i Osiedli. Ponadto pracował w Komitecie do Spraw Urbanistyki i Architektury, a także Komitecie Budownictwa, Urbanistyki i Architektury. W ciągu swojej długoletniej pracy otrzymał wiele odznaczeń i wyróżnień.
Po śmierci spoczął w grobie rodzinnym na cmentarzu Stare Powązki w Warszawie (kwatera 80, rzad 4, miejsce 22, 23).

## Życie prywatne
25 czerwca 1929 poślubił Irenę z d. Puzdrakiewicz (1904–1940). Miał syna Antoniego.

## Dokonania
- Siedziba Policji Państwowej w Drohiczynie (1923)
- Osiedle urzędnicze w Białej Podlaskiej
- Budynek Regionalnej Dyrekcji Lasów Państwowych w Siedlcach
- Budynek gimnazjum w Lidzie (1925)
- Liceum Handlowe w Stanisławowie (1927)
- Średnia Techniczna Szkoła Kolejowa w Brześciu nad Bugiem (1937)
- Budynek Izby Skarbowej w Warszawie przy ul. Lindleya
- Odbudowa kamienicy Ksawerego hr. Pusłowskiego w Warszawie w al. Ujazdowskich 26 (przed 1947)
- Odbudowa Gimnazjum im. Królowej Jadwigi w Warszawie w al. Ujazdowskich 28 (1947)
- Gmach Ministerstwa Spraw Wewnętrznych (obecnie Komenda Główna Policji) w Warszawie przy ul. Puławskiej 148/150 (1955)

### Konkursy
- Projekt gmachu Dyrekcji Lasów Państwowych w Wilnie (I nagroda)[1]
- Projekt regulacji i rozbudowy Radomia (1926) – współautor Adam Paprocki, współpraca: Maria Buckiewicz, Leon Suzin (III nagroda)
- Projekt szkicowy kompleksu gmachów Urzędu Służby Śledczej Policji Państwowej w Warszawie przy ul. Konwiktorskiej i Bonifraterskiej (1938 – III nagroda)

## Ordery i odznaczenia
- Medal Dziesięciolecia Odzyskanej Niepodległości[1]
- Złoty Krzyż Zasługi (dwukrotnie)[2]
- Krzyż Kawalerski Orderu Odrodzenia Polski (1962)[2]
- Złota Odznaka SARP (1963)
- Odznaka Honorowa TUP

## Uwaga
1. ↑  Stanisław Łoza w swoim leksykonie Czy wiesz kto to jest? jako rok urodzenia Jerzego Beilla podaje 1989[1]. Natomiast na nagrobku widnieje rok 1885.